# Mariela Ghenadenik
Mariela Ghenadenik es una escritora argentina, perteneciente a la Nueva Narrativa Argentina
  y autora de tres novelas. 
Es egresada de Ciencias de la Comunicación de la Universidad de Buenos Aires y de posgrado de la Universidad de San Andrés.  
Trabajó como periodista en El Cronista, Crónica y Prensa Económica; colaboró en suplementos culturales de Argentina, fue editora en agencias de prensa internacionales y se especializó en comunicación digital y formación en redacción profesional. 

## Trayectoria literaria
Luego de participar en las antologías "En Celo" y "De Puntín" de Random House Mondadori, su primera novela "Desde el aire" fue finalista en el Premio Internacional de Novela Letra Sur, de la editorial Yenny/El Ateneo y publicada en Nueva York por Díaz Grey Editores.
Su segunda novela, "Una felicidad posible" fue publicada en Argentina por Del Nuevo Extremo en 2019. 
Y, en 2023, su tercera novela, "Odisea del hambre" es la primera incursión de la autora en el género distópico.

## Obra
Novelas
- 2014: Desde el Aire (Nueva York, Díaz Grey Editores)
- 2019: Una felicidad posible (Buenos Aires, Del Nuevo Extremo)
- 2023: Odisea del Hambre (Buenos Aires, Del Nuevo Extremo)

Participación en antologías
- 2007: En Celo (Random House Mondadori)
- 2008: De Puntín (Random House Mondadori)
- 2011: El Puente Secreto (Universidad de Lanús)
- 2012: Ante del Fin del Mundo (Universidad de Lanús)
- 2013: Antología en Construcción (Centro Cultural Ricardo Rojas, Universidad de Buenos Aires)
- 2016: Antología de cuento Digital (Fundación Itaú)

## Distinciones
- Mención de honor (Concurso Regional Sudamérica de Cuento Digital de la Fundación Itaú, 2016))
- Finalista (Concurso Internacional de Novela “Letra Sur” de Yenny/El Ateneo, 2010)
- Primera Mención (Concurso de Cuentos Diversidad Cultural en Argentina de la Fundación Lebensohn, 2006)
- Mención (Concurso Interamericano de Cuentos de la Fundación Avon para la Mujer, 2006)